# Iwan Ostermann
Iwan Andriejewicz Ostermann (ur. 1725, zm. 1811) – rosyjski polityk i dyplomata.

## Życiorys
Jego ojcem był minister Andriej Ostermann (1686-1747), gdy popadł on w niełaskę, jego syna Iwana przeniesiono z Gwardii Cesarskiej do wojska regularnego, dopiero od roku 1757 Iwan trafił do służb dyplomatycznych. Był ambasadorem Rosji w Paryżu a potem w Sztokholmie, gdzie udało mu się zdobyć wpływ nad tak nieufnego władcę jak Gustaw III. Przez lat 16 piastował urząd kanclerza Imperium Rosyjskiego (1781-97), czyli najwyższy urząd w państwie.
W 1780 roku powstała tzw. Liga Zbrojnej Neutralności wymierzona przeciw gwałceniu przez brytyjskie statki nietykalności okrętów państw neutralnych w wojnie Wielkiej Brytanii, przeciw jej koloniom w Ameryce i Francji. Pierwszym ogniwem ligi była konwencja rosyjsko-duńska 28 czerwca (kalendarz juliański)/9 lipca 1780 (kalendarz gregoriański). Kolejną konwencję 21 lipca (kalendarz juliański)/1 sierpnia 1780 (kalendarz gregoriański) podpisali w Sankt Petersburgu szwedzki ambasador Johan Fredrik von Nolcken i Iwan Ostermann jako kanclerz rosyjski.